# Christian Raymond

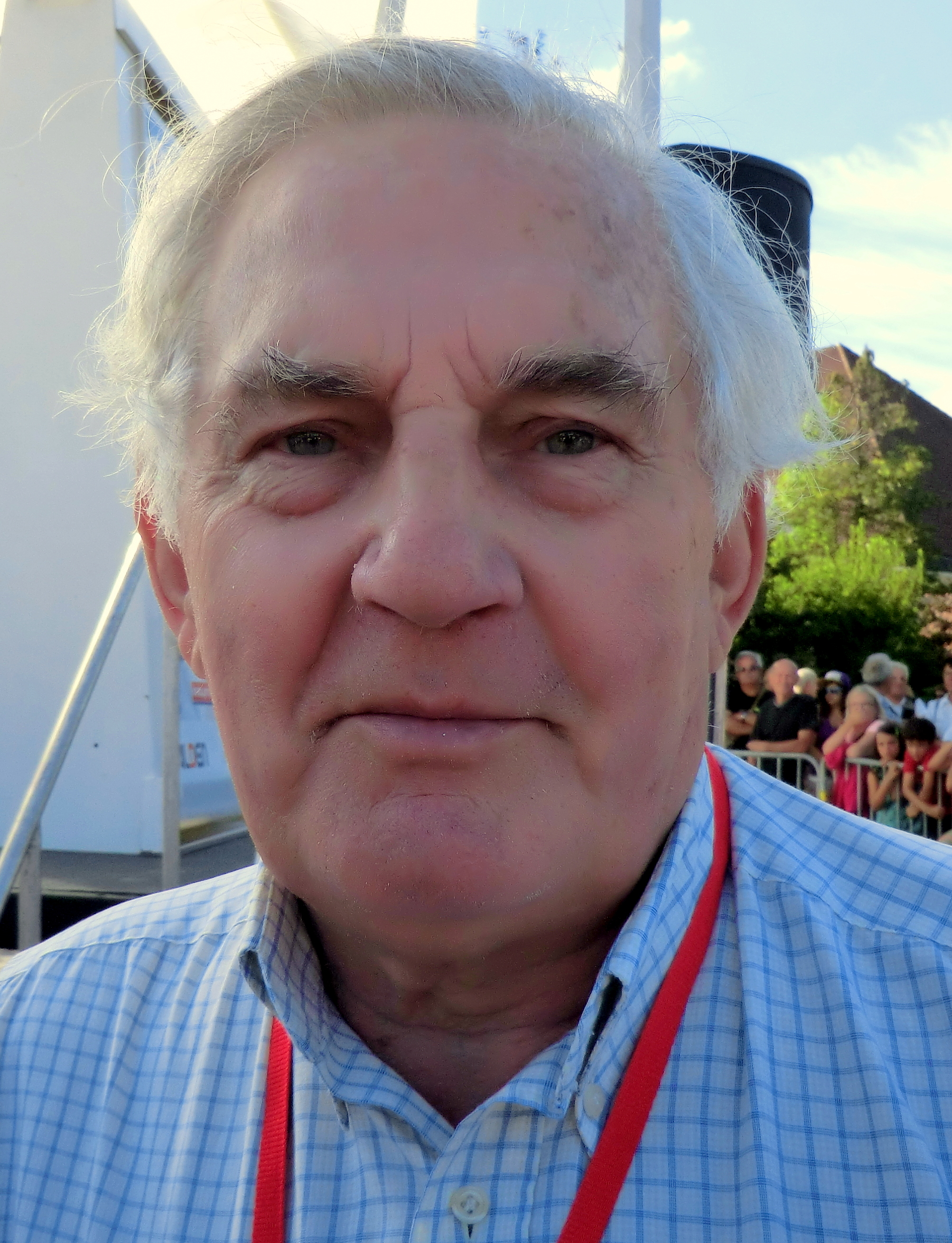
Christian Raymond 2013

Christian Raymond (* 24. Dezember 1943 in Avrillé) ist ein ehemaliger französischer Radrennfahrer, der in den 1960er und 1970er Jahren aktiv war.

## Sportliche Laufbahn

### Amateur
Raymond war als Straßenradsportler zunächst im Amateurbereich aktiv und tauchte ab 1962 in den Ergebnislisten größerer Straßenrennen auf.  Sein erfolgreichstes Jahr als Amateur feierte der 1,78 m große Raymond 1964, als er unter anderem die Route de France gewann. Bei den Straßenweltmeisterschaften 1964 wurde er Vierter, außerdem wurde er bei den Olympischen Sommerspielen in Tokio eingesetzt, wo er unter 107 gewerteten Aktiven 95. im olympischen Straßenrennen wurde.

### Berufsfahrer
1965 wechselte Raymond in das Berufsfahrerlager und erhielt seinen ersten Vertrag beim französischen Radsportteam Peugeot-BP-Michelin, wo auch der Deutsche Winfried Bölke unter Vertrag stand. 1966 und 1967 gehörte ebenso Eddy Merckx zu seinen Kollegen. Einen seiner ersten Profisiege errang Raymond 1966 bei Kriterium im französischen Massiac. Im selben Jahr bestritt er auch seine erste Tour de France, wo er unter 82 Gewerteten 54. wurde. Bis 1974 konnte er sich sieben Mal bei der Tour platzieren, das beste Ergebnis erzielte er 1971 als 32. Seine einzige Tour-de-France-Etappe gewann er 1970. In diesem Jahr stand er als Dritter auch zum einzigen Mal auf dem Siegertreppchen der französischen Straßenmeisterschaften. Zweimal kam Raymond bei den Straßenweltmeisterschaften der Profis in die Wertung: 1969 als 53. und 1970 als 23. 1975 fuhr Raymond seine letzten Profirennen, ein Jahr zuvor war er von Peugeot zum französischen Radsportteam Gan-Mercier gewechselt.
In den 1970er Jahren startete Raymond auch bei Bahnrennen, bei denen er 1973 einen dritten Platz bei der Steherweltmeisterschaft erreichte.

## Erfolge
1964
- Gesamtwertung und eine Etappe Route de France
- eine Etappe Tour de l’Avenir

1966
- eine Etappe Critérium du Dauphiné Libéré

1970
- eine Etappe Tour de France

1971
- eine Etappe Tour de Corse
- eine Etappe Grand Prix Midi Libre

1974
- eine Etappe Tour de Romandie